# Management Revue
Management Revue ist eine interdisziplinäre wissenschaftliche Fachzeitschrift im Bereich der Management-, Organisations- und Personalforschung sowie der industriellen Beziehungen.
Sie erscheint seit 1990 vierteljährlich, zunächst im Rainer Hampp Verlag, ab 2017 im Nomos-Verlag, und seit 2025 im Verlag der IMP Press. Die Artikel (qualitativ, quantitativ, theoretisch) unterliegen einem Peer-Review.
Gegründet wurde die Zeitschrift von Diether Gebert, Georg Schreyögg, Wolfgang H. Staehle und Dieter Wagner.
Herausgeber sind: Simon Fietze, 	
Susanne Gretzinger, Wenzel Matiaske, Katja Rost und Florian Schramm.
Im VHB-Jourqual (Teilranking ABWL) von 2008 wurde sie als C-Journal eingestuft.